# Historia Brittonum
L'Historia Brittonum (Storia dei Brittonici) è uno dei più antichi testi sulla storia dell'Inghilterra.

Compilata nel IX secolo dal monaco gallese Nennio, probabilmente rielaborando materiale precedente, tratta delle vicende dell'Inghilterra dopo la partenza delle legioni romane e nel periodo delle successive invasioni sassoni.
Nel testo compare per la prima volta il riferimento al mitico Re Artù, vincitore sui sassoni nella battaglia del Monte Badon (circa 500).
Il materiale della Historia Brittonum è stato successivamente rielaborato prima da Goffredo di Monmouth e poi da Chrétien de Troyes e ha fornito la base per quasi tutti i romanzi del cosiddetto "ciclo arturiano".
Nella Historia compare anche un primo embrione della figura di Merlino, nella forma di un ragazzo con doti profetiche di nome Ambrosius (che Goffredo di Monmouth, nella Historia Regum Britanniae, ribattezzerà "Merlinus Ambrosius").